# Jean-Claude Galluchat

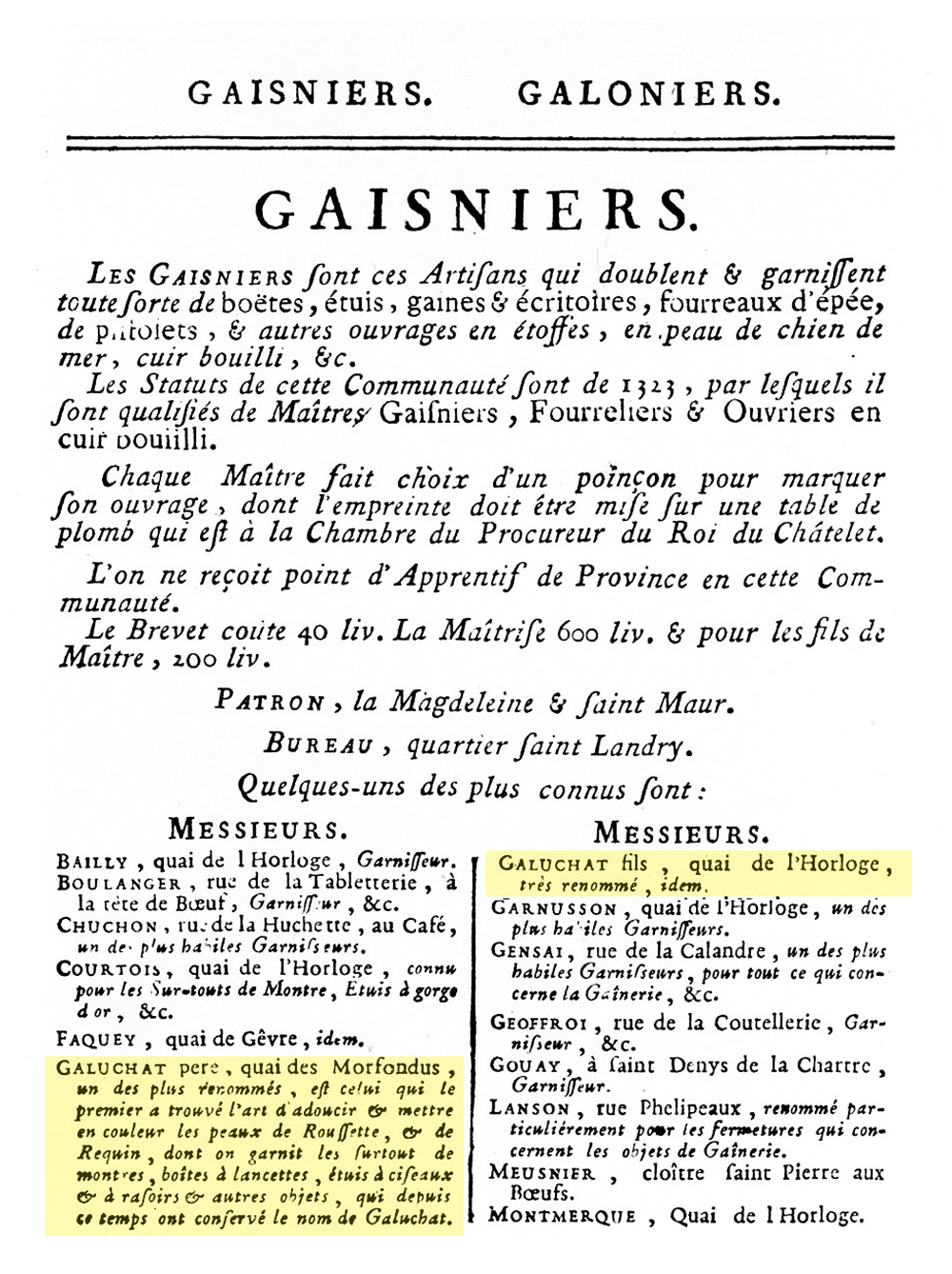
Almanaque de 1769.

Jean-Claude Galluchat (Lyon, 16 de enero de 1689-París, 8 de marzo de 1774) fue un maestro peletero parisino del XVIII, cuyo taller estaba ubicado en Quai des Morfondus. Hijo de un maestro escritor de Lyon, originario de Jujurieux (Ain), llegó a París hacia 1705 para aprender el oficio de envainador. Se casó en 1710 con Marguerite Mercier, con quien tuvo un hijo, Denis Claude (París, ? -13 de enero de 1773 ) que se hizo cargo del fondo paterno en 1746, y una hija, Marguerite Anne, casada con un maestro fundador especializado en instrumentos matemáticos.

## Obras
Le debemos sobre todo el descubrimiento de un proceso de curtido para suavizar el galuchat (piel de tiburón o mantaraya curtida), que consiste en afinar la piel mediante el uso de arenisca y piedra pómez, pero además de teñirla. Ciertamente descubrió este proceso alrededor de 1748, porque uno de los primeros objetos adquiridos por Madame de Pompadour fue ese año.
Madame de Pompadour ayudó a su fama a través de sus encargos, pues era una gran amante de este material.
El nombre Galluchat se deformó inadvertidamente a Galuchat con un solo "L" en1755.
Denis Claude Galluchat continuó el trabajo de su padre en el Quai de l'Horloge, al final del Quai des Morfondus. En el París de esa época, muchos talleres de orfebres y peleteros estaban ubicados en el distrito de la Torre del Reloj del Palacio, junto al Quai des Mégissiers, y el Quai des Morfondus se extendía por el Quai de l'Horloge.
La leyenda según la cual Jean-Claude Galluchat fue nombrado peletero del rey Luis XV es falsa. Cierto es, en cambio, que gozó de grandes privilegios del rey y de gran fama en la ciudad de París. Pero, el título de peletero del rey nunca se ha otorgado en Francia. Por la sola razón de los privilegios concedidos a los encuadernadores a través del título de encuadernador del rey, que conspiraba contra los peleteros.